# Formule 4

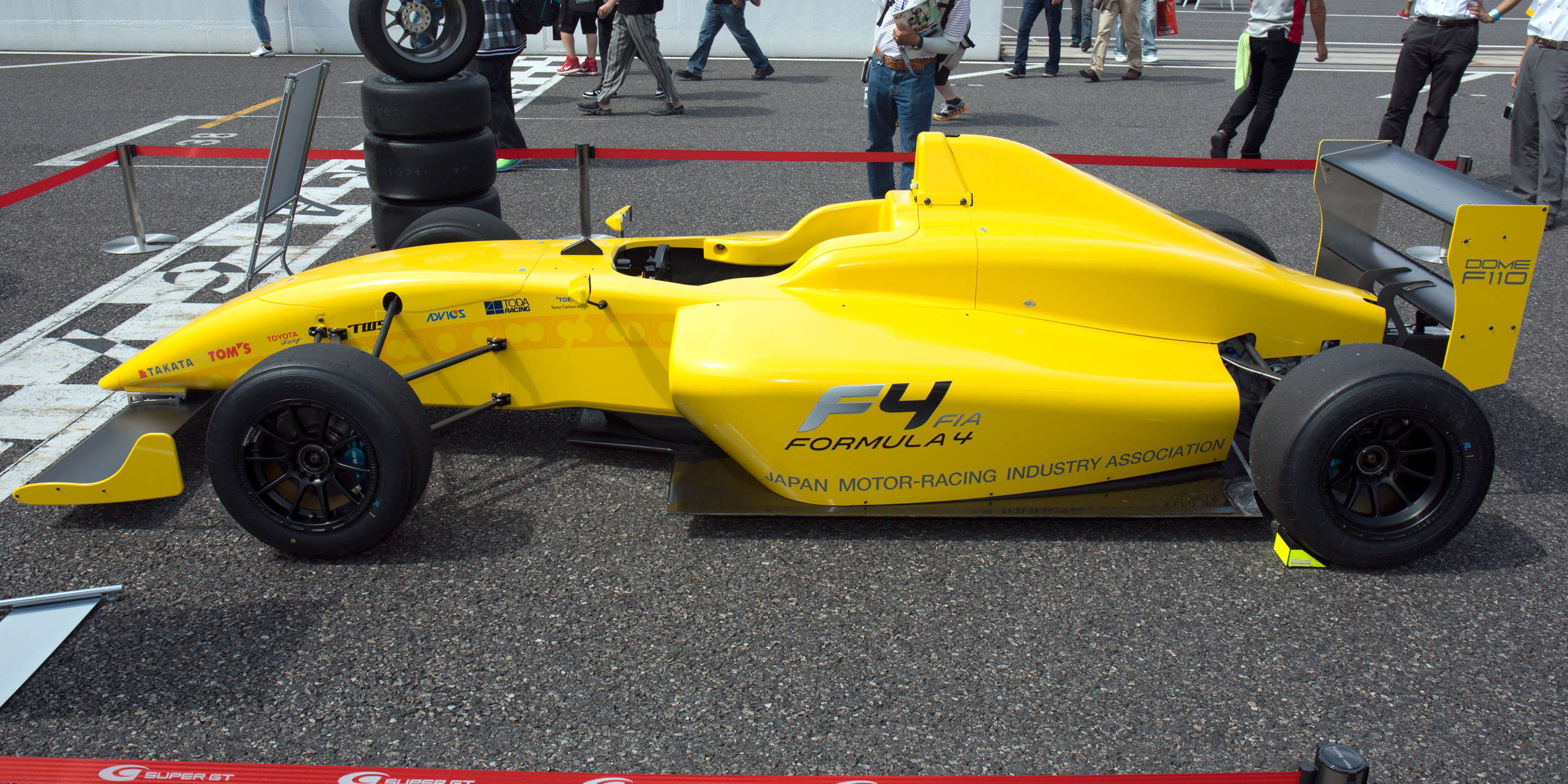
Dome F110 uit de Japanse Formule 4 in 2014.

De Formule 4 is een raceklasse in het formuleracing. Het heeft geen wereldwijd kampioenschap, maar er worden verschillende nationale en regionale kampioenschappen gehouden.
De categorie werd in het leven geroepen door de FIA voor coureurs die vanuit het karting willen overstappen naar formulewagens. Het is onderdeel van de zogeheten "FIA Global Pathway", dat naast de Formule 4 de Formule 3 en de Formule 2 omvangt en eindigt bij de Formule 1. De klasse werd opgericht om het verlies van enkele nationale Formule 3-kampioenschappen te compenseren en om de kosten te verlagen, die door de populariteit van kampioenschappen als de Formule Renault 2.0, de GP2 Series en de GP3 Series waren gestegen. Voordat de FIA officieel de Formule 4 voorstelde in maart 2013, waren er al enkele andere nationale Formule 4-kampioenschappen opgericht, die niet werden ondersteund door de FIA.
Er zijn vier chassisfabrikanten beschikbaar om de auto's te leveren voor de verschillende kampioenschappen, namelijk Tatuus, Mygale, Dome en Crawford. Er zijn zes motorenbouwers: Abarth, Ford, Geely, Honda, Renault en TOM'S-Toyota.

## Kampioenschappen

### Huidig
| Eerste jaar | Naam                                                        | Land/regio                                  | Chassis        | Motor                         | Overig |
| ----------- | ----------------------------------------------------------- | ------------------------------------------- | -------------- | ----------------------------- | --- |
| 2014        | Italiaans Formule 4-kampioenschap                           | Italië                                      | Tatuus F4-T014 | Abarth 1.4L                   | Vervangt de Formule Abarth. |
| 2015        | Japans Formule 4-kampioenschap                              | Japan                                       | Dome F110      | TOM'S-Toyota 2.0L             | Georganiseerd door de GT Association, die ook de Super GT organiseert. Het Formule 4-kampioenschap van de JAF wordt georganiseerd door de Japanse autosportbond. |
| 2015        | Brits Formule 4-kampioenschap                               | Verenigd Koninkrijk                         | Mygale M14-F4  | Ford 1.6L EcoBoost            | Vervangt de Britse Formule Ford. |
| 2015        | Chinees Formule 4-kampioenschap                             | China                                       | Mygale M14-F4  | Geely G-Power JLD-4G20 (2.0L) | Georganiseerd door Narcar International Racing Development Co., Ltd. |
| 2015        | Formule 4-kampioenschap van de NACAM                        | Mexico                                      | Mygale M14-F4  | Ford 1.6L EcoBoost            | Georganiseerd door de Mexicaanse autosportbond. |
| 2016        | Spaans Formule 4-kampioenschap                              | Spanje en Portugal                          | Tatuus F4-T014 | Abarth 1.4L                   | Georganiseerd door Koiranen GP en de Spaanse autosportbond. |
| 2016        | Amerikaans Formule 4-kampioenschap                          | Verenigde Staten                            | Crawford       | Honda K20 C1 2.0L             | Georganiseerd door SCCA Pro Racing en de Amerikaanse autosportbond. |
| 2016        | Formule 4-kampioenschap van de Verenigde Arabische Emiraten | Verenigde Arabische Emiraten                | Tatuus F4-T014 | Abarth 1.4L                   | Georganiseerd door AUH Motorsports Dubai en de Emirati autosportbond. |
| 2016        | Zuidoost-Aziatisch Formule 4-kampioenschap                  | Maleisië, Filipijnen, Indonesië en Thailand | Mygale M14-F4  | Renault F4R 2.0L              | Verving de AsiaCup Series. Georganiseerd door Meritus en de Maleisische autosportbond. Niet gehouden tussen 2020 en 2022. |
| 2017        | Deens Formule 4-kampioenschap                               | Denemarken                                  | Mygale M14-F4  | Renault F4R (2.0L)            | Georganiseerd door de Deense autosportbond. |
| 2018        | Frans Formule 4-kampioenschap                               | Frankrijk                                   | Mygale M14-F4  | Renault F4R (2.0L)            | Vervangt het voormalige Franse Formule 4-kampioenschap, dat werd georganiseerd als een Formule Renault-kampioenschap. Georganiseerd door de Franse autosportbond. |
| 2022        | Braziliaans Formule 4-kampioenschap                         | Brazilië                                    | Tatuus F4-T021 | Abarth 1.4L                   | Zou oorspronkelijk in 2020 beginnen, maar werd twee jaar uitgesteld. Georganiseerd door de Braziliaanse autosportbond. |
| 2023        | Formula Winter Series                                       | Spanje                                      | Tatuus F4-T421 | Abarth 1.4L                   | Eerste Formule 4-winterkampioenschap. Georganiseerd door de Gedlich Racing met toestemming van de Spaanse autosportbond. |
| 2023        | Euro 4 Championship                                         | Italië                                      | Tatuus F4-T421 | Abarth 1.4L                   | Tweede Formule 4-kampioenschap in Italië. |
| 2023        | CEZ Formule 4-kampioenschap                                 | Oost-Europa                                 | Tatuus F4-T421 | Abarth 1.4L                   | Dient als supportklasse van de TCR Eastern Europe Trophy. Zou oorspronkelijk in 2022 voor het eerst worden gehouden, maar werd gedegradeerd naar een "trofee"-status vanwege een gebrek aan interesse. Voorheen bekend als het ACCR-kampioenschap.                                                |
| 2023        | Indiaas Formule 4-kampioenschap                             | India                                       | Tatuus F4-T421 | Abarth 1.4L                   | Kampioen krijgt het budget om het volgende jaar deel te nemen aan het Formula Regional Indian Championship, dat tegelijkertijd is aangekondigd. Eerste kampioenschap met een maximum aantal deelnemers. Zou oorspronkelijk in 2022 voor het eerst worden gehouden, maar werd een jaar uitgesteld. |
| 2023        | F1 Academy                                                  | Wereldwijd                                  | Tatuus F4-T421 | Autotecnica 1.4L              | Kampioenschap waar enkel vrouwen aan mee mogen doen. Georganiseerd door de Formule 1. |

### Voormalig
| Naam                                | Land/regio                         | Chassis        | Motor                         | Overig |
| ----------------------------------- | ---------------------------------- | -------------- | ----------------------------- | --- |
| ADAC Formule 4-kampioenschap        | Duitsland, Oostenrijk en Nederland | Tatuus F4-T014 | Abarth 1.4L                   | Verving de ADAC Formel Masters. Gehouden tussen 2015 en 2022. |
| Formule 4-kampioenschap van de SMP  | Rusland, Finland en Estland        | Tatuus F4-T014 | Abarth 1.4L                   | Georganiseerd door SMP Racing, Koiranen GP en de Finse en Russische autosportbonden, gehouden tussen 2015 en 2019. In 2016 samengevoegd met een Nederlands Formule 4-kampioenschap, met organisatie van MP Motorsport. In 2019 enkel gehouden als Russisch kampioenschap. |
| Australisch Formule 4-kampioenschap | Australië en Nieuw-Zeeland         | Mygale M14-F4  | Ford 1.6L EcoBoost            | Georganiseerd door de Australische autosportbond. Gehouden tussen 2015 en 2019. |
| Argentijns Formule 4-kampioenschap  | Argentinië                         | Mygale M14-F4  | Geely G-Power JLD-4G20 (2.0L) | Zou oorspronkelijk in 2019 beginnen, maar werd twee jaar uitgesteld. Alleen gehouden in 2021. |

## Kampioenen
Voormalige Formule 4-kampioenen die de Formule 1 hebben bereikt, zijn Lance Stroll, Lando Norris en Yuki Tsunoda. Ook Mick Schumacher, Zhou Guanyu, Oscar Piastri en Logan Sargeant, die allemaal in de top 3 van een Formule 4-kampioenschap zijn geëindigd, kwamen in de Formule 1 terecht. Andere bekende kampioenen zijn onder meer Richard Verschoor, Christian Lundgaard, Jüri Vips, Théo Pourchaire en Kyle Kirkwood.

## Overige Formule 4-kampioenschappen

### Formule 4 van de BRDC
Het Formule 4-kampioenschap van de BRDC wordt sinds 2013 georganiseerd in het Verenigd Koninkrijk door de British Racing Drivers' Club en MotorSport Vision. De auto's worden geleverd door Ralph Firman Racing en de motoren door Ford, voordat het in 2015 overstapte op de officiële FIA Formule 4-reglementen. Ondanks dit wordt het kampioenschap niet door de FIA beschouwd als officieel Formule 4-kampioenschap. Vanaf 2016 wordt het kampioenschap georganiseerd als het officiële Formule 3-kampioenschap van het Verenigd Koninkrijk.

### Franse Formule 4
Het Frans Formule 4-kampioenschap is een Formule Renault-kampioenschap, de Formul'Academy Euro Series en de F4 Eurocup 1.6. Het kampioenschap gebruikt Formule Renault 1.6-wagens en is open voor coureurs tussen de 14 en 21 jaar. Sedert 2018 wordt dit kampioenschap officieel verreden onder de Formule 4-reglementen.

### Zuid-Amerikaanse Formule 4
Het Zuid-Amerikaans Formule 4-kampioenschap werd gecreëerd in 2014 en gebruikt hetzelfde chassis en motoren die eerder gebruikt werden in de Formule Future Fiat.

### Formule 4 van de JAF
Het Formule 4-kampioenschap van de JAF wordt sedert 1993 georganiseerd door de Japanse autosportbond JAF. Het kampioenschap zit tussen de FJ1600 en het Japanse Formule 3-kampioenschap in. Deelnemers kunnen zelf kiezen welk chassis en welke motor zij gebruiken.